# 3601 Velikhov
3601 Velikhov è un asteroide della fascia principale. Scoperto nel 1979, presenta un'orbita caratterizzata da un semiasse maggiore pari a 3,2541283 UA e da un'eccentricità di 0,1459325, inclinata di 2,28650° rispetto all'eclittica.
L'asteroide è dedicato al fisico russo Evgenij Pavlovič Velichov, membro dell'Accademia russa delle scienze noto tra l'altro per le ricerche nella fisica del plasma.